# Adriana Luiza Ribeiro de Oliveira
Adriana Luiza Ribeiro de Oliveira (1981) é uma botânica, curadora e professora brasileira.
Desenvolve atividades acadêmicas e de pesquisa como bolsista do Departamento de Botânica do Instituto de Biologia, da Universidade Federal de Rio de Janeiro.
Em 2004, obteve o diploma de Ciências Biológicas, pela Universidade Federal de Juiz de Fora; para obter o título de mestra em Biologia Vegetal pela Universidade Federal de Rio de Janeiro, defendeu a dissertação Monocotiledonias Hidrófilas dá Bacia do Araguaia, em 2007; e, o doutorado pelo mesmo instituto, em 2012, defendeu a Tese: Filogenia de Eriocaulon L. (Eriocaulaceae) neotropicales.

## Algumas publicações
- w.j. Silva, m.g.m. Souza, carolyn e.b. Proença. 2013. Cymbella neolanceolata sp. nov., a species formerly known as Cymbella lanceolata. Diatom Res. 28: 1-8
- d. Villarroel, carolyn e.b. Proença. 2013. A new species and new records of Myrtaceae from the Noel Kempff Mercado National Park region of Bolivia. Kew Bull. 68: 1-7
- j.e.q. Faria júnior, carolyn e.b. Proença. 2012. Eugenia pyrifera (Myrtaceae), a new species from the cerrado vegetation of Goiás, Brazil. Kew Bull. 67: 1-5
- carolyn e.b. Proença, d.l. Filer, e. Lenza, j.s. Silva, s.a. Harris. 2012. Phenological Predictability Index in BRAHMS: a tool for herbarium-based phenological studies. Ecography (Copenhagen) 35: 289-293

### Revisora de periódicos
- 2011 - 2011, Periódico: Rodriguesia
- 2012 - 2012, Periódico: Rodriguesia
- 2012 - 2012, Periódico: Nordic Journal of Botany
- 2012 - atual, Periódico: Rodriguésia

## Filiações
- Sociedad Botânica do Brasil[6]
- Plantas do Nordeste[7]